# Pamela Melroy
Pamela Ann Melroy, detta Pam (Palo Alto, 17 settembre 1961), è un'ex astronauta statunitense. Ha partecipato alle missioni spaziali Shuttle STS-92, STS-112 e STS-120 e STS-99, due come pilota e una come comandante. Dal 2021 è il Vice amministratore della NASA.

## Biografia
Melroy si è diplomata nel 1979, nel 1983 ha ricevuto il Bachelor of science in fisica ed astronomia al Wellesley College nel Massachusetts, nel 1984 ha conseguito un master in Scienze della Terra e planetarie al Massachusetts Institute of Technology.

È un pilota della USAF e, nel 1991, ha combattuto nella Guerra del Golfo.
Melroy è stata selezionata come astronauta della NASA nel 1994 ed è stata addestrata come pilota dello Shuttle.

È partita in due missioni dello Shuttle: STS-92 (del 2000) ed STS-112 (del 2002).

Il 19 giugno 2006 la NASA ha annunciato che è stata selezionata come comandante della missione STS-120, che è stata lanciata il 23 ottobre 2007 ed è rientrata il 7 novembre nella quale ha partecipato anche Paolo Nespoli. È la seconda donna a comandare una missione dello Shuttle.

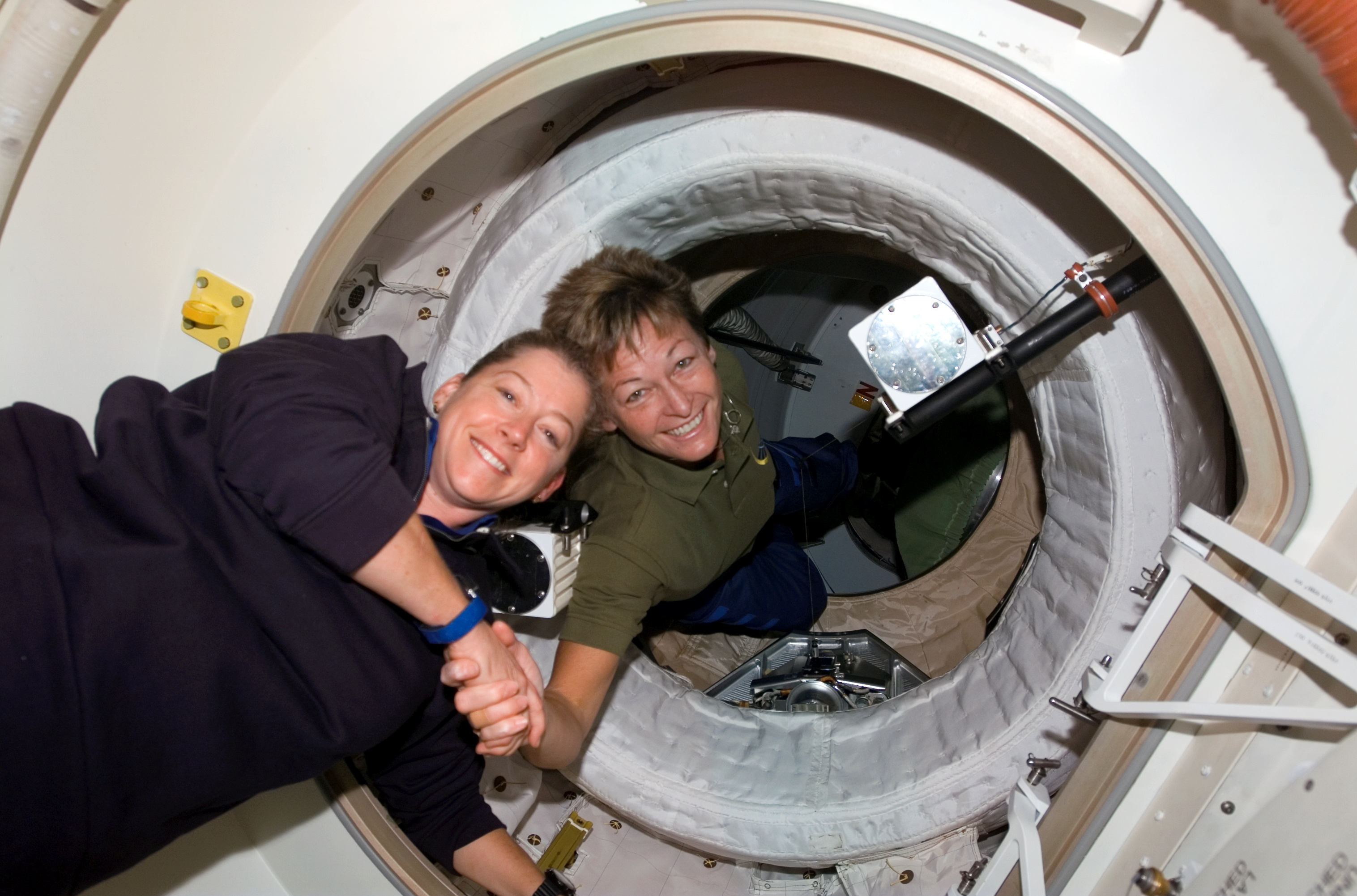
Il comandante della Expedition 16 Whitson (a destra), accoglie il comandante del Discovery Melroy dopo aver aperto il portello tra lo Shuttle e la stazione.